# Bruce Davison

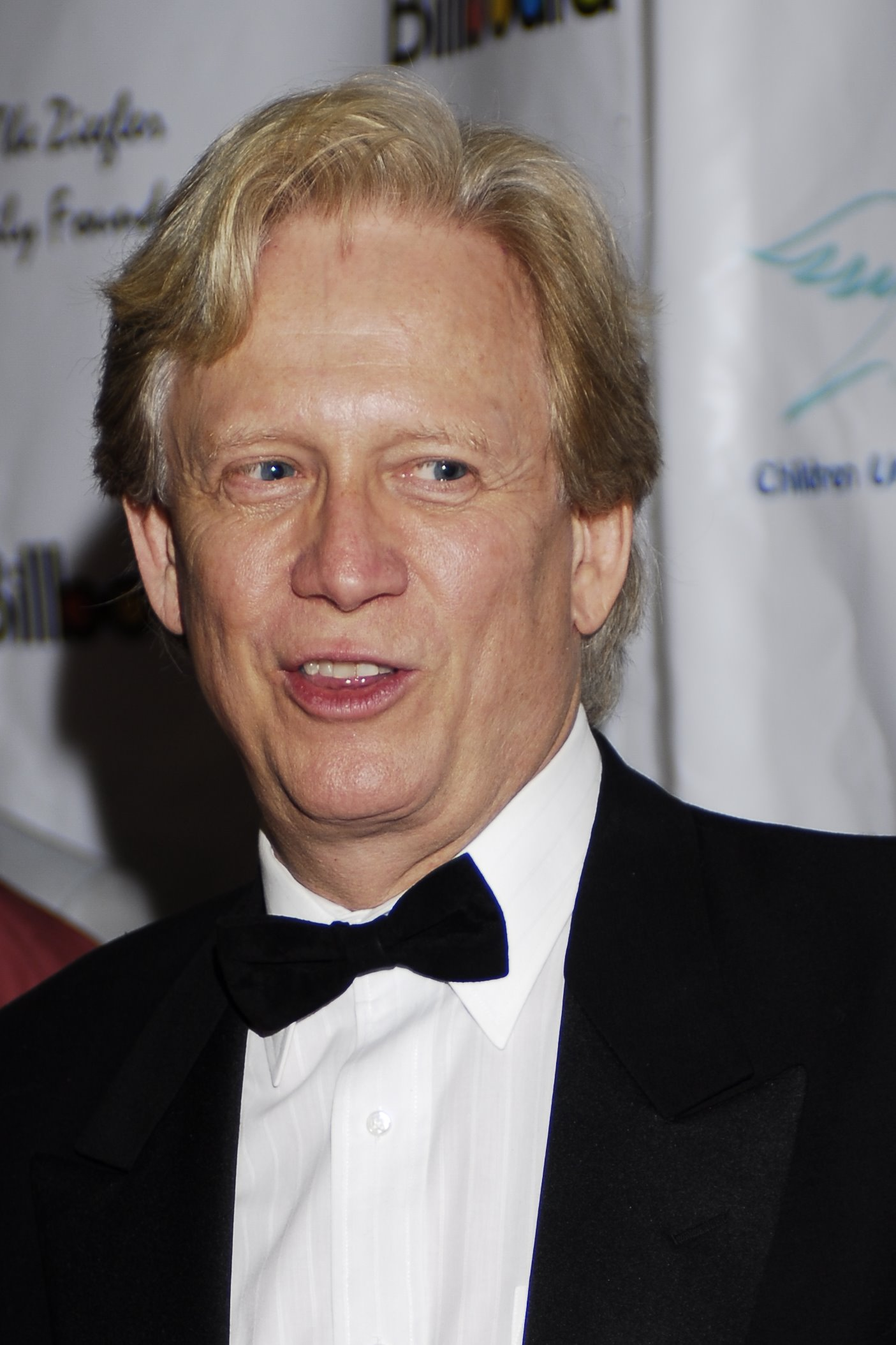
Bruce Davison 2007.

Bruce Davison, född 28 juni 1946 i Philadelphia i Pennsylvania, är en amerikansk skådespelare. 

## Biografi
Han gjorde sin skådespelardebut på film i Sista sommaren (1969). Davison är kanske mest känd som senator Kelly i de två första X-Men-filmerna.
Han spelade även doktor Stegman i miniserien Kingdom Hospital (2004) och har regisserat TV-filmen Min farbror jultomten (2001) samt producerat filmen Lathe of Heaven (2003).

## Filmografi i urval
- 1969 – Sista sommaren
- 1970 – The Strawberry Statement
- 1971 – Råttorna
- 1972 – Ulzana's Raid
- 1974 – Mame
- 1976 – Ambulansjakten
- 1978 – Jakten på nazistguldet
- 1984 – China Blue
- 1985 – Spioner är vi allihopa
- 1985–1987 – Hunter (TV-serie) (16 avsnitt)
- 1985 – V (TV-serie) (3 avsnitt)
- 1987 – Döden på larvfötter
- 1989 – Longtime Companion
- 1993 – Short Cuts
- 1993 – Ett oväntat besök
- 1995 – En oförglömlig sommar
- 1995 – Barnvaktsklubben
- 1995 – Cybill (TV-serie) (1 avsnitt)
- 1995 – Vänner för livet - ett äventyr i vildmarken
- 1996 – Grace of My Heart
- 1996 – Häxjakten
- 1996 – It's My Party
- 1996 – Star Trek: Voyager (TV-serie) (1 avsnitt)
- 1998 – Sommardåd
- 1998 – Paulie - papegojan som pratade för mycket
- 1999–2000 – Chicago Hope (TV-serie) (3 avsnitt)
- 1999 – Vendetta (TV-film)
- 1999 – Vid första ögonkastet
- 2000–2001 – Advokaterna (TV-serie) (9 avsnitt)
- 2000 – The King Is Alive
- 2000 – X-Men
- 2001 – Crazy/Beautiful
- 2001 – Summer Catch
- 2002 – Dahmer
- 2002 – High Crimes
- 2002 – Law & Order: Special Victims Unit (TV-serie) (1 avsnitt)
- 2002 – Star Trek: Enterprise (TV-serie) (1 avsnitt)
- 2003 – X-Men 2
- 2003 – De utvalda
- 2004 – Kingdom Hospital (TV-serie) (13 avsnitt)
- 2004 – På heder och samvete (TV-serie) (1 avsnitt)
- 2005 – Hate Crime
- 2005 – Law & Order: Trial by Jury (TV-serie) (1 avsnitt)
- 2006 – The Dead Girl
- 2007 – Breach
- 2007 – The L Word (TV-serie) (3 avsnitt)
- 2008 – Terminator: The Sarah Connor Chronicles (TV-serie) (1 avsnitt)
- 2008 – The Librarian: The Curse of the Judas Chalice (TV-film)
- 2009 – Criminal Minds (TV-serie) (1 avsnitt)
- 2009 – Kartellen
- 2010 – Arctic Blast
- 2010 – Camp Hell
- 2010 – Titanic II (V)
- 2011 – CSI: Crime Scene Investigation (TV-serie) (1 avsnitt)
- 2011 – Munger Road
- 2012 – The Lords of Salem
- 2012 – The Millionaire Tour
- 2013 – Words and Pictures
- 2014 – Persecuted
- 2014 – The Legend of Korra (TV-serie) (röstroll, 6 avsnitt)
- 2016 – Get a Job
- 2016 – The Curse of Sleeping Beauty
- 2022–2023 – 1923 (TV-serie) (2 avsnitt)
- 2023 – Suitable Flesh

## Teater

### Roller
| År   | Roll         | Produktion                         | Regi         | Teater                       |
| ---- | ------------ | ---------------------------------- | ------------ | ---------------------------- |
| 1980 | John Merrick | The Elephant Man Bernard Pomerance | Jack Hofsiss | Booth Theatre, New York, USA |